# Mohamed El Kassab
Mohamed El Kassab (o Mohamed Taïeb Kassab; in arabo محمد الطيّب القصّاب‎?; Tunisi, 4 giugno 1926 – Parigi, 25 dicembre 1986) è stato un medico tunisino.
È considerato un pioniere della chirurgia ortopedica nel suo paese.

## Biografia

### Infanzia e studi
Figlio di un tipografo de La Dépêche tunisienne, Mohamed El Kassab nacque in una famiglia di sette figli (tre fratelli e tre sorelle). Suo fratello minore Ridha è un rinomato ricercatore di biologia molecolare presso il Centre national de la recherche scientifique di Montpellier.

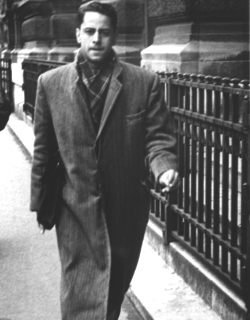
El Kassab durante i suoi studi presso la Facoltà di Medicina di Parigi.

Diplomatosi al Liceo Sadiki nel 1945, si iscrisse alla Facoltà di Medicina di Parigi l'anno successivo, dove completò il suo primo ciclo di studi medici nel 1951 e il secondo ciclo nel 1955. Fu ammesso al concorso per il consorzio ospedaliero di Parigi nel 1956 e prestò servizio in ortopedia per quattro anni, prima di ottenere una Borsa di studio nel 1960 dall'Organizzazione mondiale della sanità per recarsi a Londra a studiare la chirurgia protesica.
Nel 1961 conseguì il dottorato in medicina discutendo una tesi dal titolo Il ripristino della continuità ossea mediante omoinnesto massivo dopo resezione dei lumi diaepifisari dell'arto inferiore e iniziò dunque la sua carriera medica come ortopedico.

### Carriera ospedaliera
Impressionato dalla qualità della sua formazione, il suo insegnante Robert Merle d'Aubigné lo nominò capo della clinica nel dipartimento ortopedico dell'ospedale di Cochin nel 1961. Vi trascorre tre anni durante i quali approfondì le sue conoscenze ed esperienze in chirurgia ortopedica e si fece notare per il suo rigore e la sua disponibilità. Nel 1964 tornò definitivamente in Tunisia, dove introdusse la sua professione ancora sconosciuta.

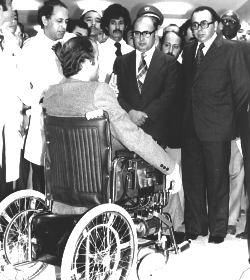
El Kassab parla con un paziente disabile durante l'apertura dell'Institut Mohamed-Kassab d'orthopédie a Ksar Saïd nel 1971.

Fondò lì il primo reparto di chirurgia ortopedica e traumatologica del paese all'interno dell'ospedale La Rabta (precedentemente noto come Ernest-Conseil) a Tunisi. Per renderlo funzionale investì tutto il suo tempo in esso e coinvolse dirigenti e formatori europei, canadesi e statunitensi tra cui Jean Dubousset, coinventore della strumentazione spinale Cotrel-Dubousset. Inoltre stabilì degli accordi nell'ambito dell'obbligo di prestare servizio militare in Francia per i giovani stagisti francesi che sceglievano di praticare all'Istituto Ksar Saïd da lui fondato nel 1971. Esso era infatti un istituto di chirurgia e ricerca ortopedica dotato di moderne attrezzature e unità di riabilitazione, nonché la prima struttura del suo genere in Africa, che contribuì a diffondere la conoscenza dell'ortopedia in Tunisia e alla nascita dei primi servizi ortopedici nelle più grandi città del paese.

### Carriera scientifica e associativa

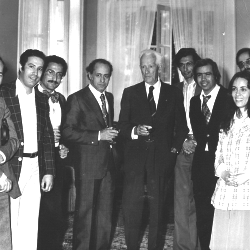
El Kassab con il professore Robert Merle d'Aubigné durante l'inaugurazione del Centro Ortopedico Nazionale di Ksar Saïd.

Membro attivo della Società Francese di Chirurgia Ortopedica e Traumatologica e di altre società scientifiche europee dal 1962, El Kassab si interessò alla creazione e allo sviluppo di società scientifiche in medicina a livello nazionale al fine di promuovere la strutturazione dell'ortopedia in Tunisia. Cofondò la Società Tunisina di Chirurgia Ortopedica e Traumatologica il 25 maggio 1985 e la presiedette fino alla sua morte sopraggiunta nel 1986. Nell'agosto del 1973 fondò l'Associazione Generale dei Motori Cerebrali Insufficienti, che mira a riconoscere i disabili come cittadini a pieno titolo e migliorare le loro cure ortopediche, e nel 1983 fu uno dei fondatori dell'Associazione degli ortopedici francofoni, il cui primo congresso si tenne nel Principato di Monaco nel 1986.
Nel 1976 venne nominato docente di ortopedia presso la Facoltà di Medicina di Tunisi, contribuendo a formare la prima generazione di ortopedici tunisini.

### Morte
Dopo aver contratto un'ischemia alla gamba durante una spedizione nel dicembre 1986 a Niamey, in Niger, venne operato sul posto e poi trasferito l'11 dicembre 1986 a Parigi nel reparto di terapia intensiva dell'ospedale Saint-Joseph, dove morì il 25 dicembre successivo all'età di 60 anni.
Pochi anni dopo la sua morte il Centro Ortopedico Nazionale di Ksar Saïd e le Giornate Scientifiche dell'Associazione Generale delle Infermità Motorie Cerebrali furono ribattezzate in suo onore.
Alcune città tunisine come Moknine gli hanno dedicato delle vie.

### Vita privata
Sposò Zeineb Dellagi il 7 settembre 1958 con la quale ebbe un figlio di nome Mourad, anch'egli ortopedico.

## Pubblicazioni
La maggior parte delle sue pubblicazioni scientifiche venne scritta insieme a John V. Fowles. Tra queste vi sono:
- OBSERVATIONS CONCERNING FRACTURES OF THE LATERAL HUMERAL CONDYLE IN CHILDREN, in The Journal of Bone and Joint Surgery. British volume, 57-B, n. 4, 1975-11,  pp. 430-436, DOI:10.1302/0301-620X.57B4.430.
- DISPLACED SUPRACONDYLAR FRACTURES OF THE ELBOW IN CHILDREN: A Report on the Fixation of Extension and Flexion Fractures by Two Lateral Percutaneous Pins, in The Journal of Bone and Joint Surgery. British volume, 56-B, n. 3, 1974-08,  pp. 490-500, DOI:10.1302/0301-620X.56B3.490.
- Elbow dislocation with avulsion of the medial humeral epicondyle, in The Journal of Bone and Joint Surgery. British volume, 72-B, n. 1, 1990-01,  pp. 102-104, DOI:10.1302/0301-620X.72B1.2298765.
- The Monteggia lesion in children. Fracture of the ulna and dislocation of the radial head, in The Journal of bone and joint surgery American volume, vol. 65, n. 9, 1º dicembre 1983,  pp. 1276-1282.
- [A fracture of the internal condyle of the humerus in a child. Diagnosis and treatment. Apropos of one case], in La Tunisie Medicale, vol. 50, n. 3, 1972,  pp. 189-191.
- [Scoliosis during the developmental period. Classification, treatment and preliminary results], in La Tunisie Medicale, vol. 50, n. 4, 1972,  pp. 247-262.
- Fracture of the capitulum humeri. Treatment by excision, in The Journal of Bone and Joint Surgery. American Volume, vol. 56, n. 4, 1974-06,  pp. 794-798.
- Irreducible supracondylar fracture of the humerus in children. A report of two cases, in The Journal of Bone and Joint Surgery. American Volume, vol. 57, n. 5, 1975-07,  pp. 680-681.
- Untreated scoliosis in the adult, in Clinical Orthopaedics and Related Research, n. 134, 1978,  pp. 212-217.
- Tibial defect due to acute haematogenous osteomyelitis: treatment and results in twenty-one children, in The Journal of Bone and Joint Surgery. British Volume, vol. 61, n. 1, 1979-02,  pp. 77-81, DOI:10.1302/0301-620X.61B1.422639.
- Untreated posterior dislocation of the elbow in children, in The Journal of Bone and Joint Surgery. American Volume, vol. 66, n. 6, 1984-07,  pp. 921-926, DOI:10.2106/00004623-198466060-00013.
- Untreated intra-articular entrapment of the medial humeral epicondyle, in The Journal of Bone and Joint Surgery. British Volume, vol. 66, n. 4, 1984-08,  pp. 562-565, DOI:10.1302/0301-620X.66B4.6746694.
- Observations concerning radial neck fractures in children, in Journal of Pediatric Orthopedics, vol. 6, n. 1, 1986,  pp. 51-57.